# Hermeville
Hermeville ist eine französische Gemeinde mit 348 Einwohnern (Stand: 1. Januar 2022) im Département Seine-Maritime in der Region Normandie. Sie gehört zum Arrondissement Le Havre und zum Kanton Octeville-sur-Mer. Die Einwohner werden Hermevillais und Hermevillaises genannt.
Die Gemeinde erhielt 2022 die Auszeichnung „Zwei Blumen“, die vom Conseil national des villes et villages fleuris (CNVVF) im Rahmen des jährlichen Wettbewerbs der blumengeschmückten Städte und Dörfer verliehen wird.

## Geschichte
Die Herkunft des Gemeindenamens ist nicht gesichert. Eine Theorie geht davon aus, dass der Name auf einen dem Hermes gewidmeten Tempel zurückzuführen ist. Eine andere Hypothese besagt, dass dieser Name vom Bewohner des Ortes stammt. Sicher ist, dass die Gemeinde Hermeville zum ersten Mal in der Bulle von Papst Alexander III. im Jahr 1178 auftauchte. Hermeville wurde von Guillaume Malet, dem anglonormannischen Baron und Gefährten Wilhelms des Eroberers, dem Priorat Graville geschenkt und im Jahr 1700 zur Markgrafschaft erhoben, ein Lehen mit Verteidigungsfunktion gegenüber benachbarten Territorien.

## Geographie
Hermeville liegt in der Naturregion Pays de Caux. etwa 16 Kilometer nordnordöstlich von Le Havre. Umgeben wird Hermeville von den Nachbargemeinden Turretot im Norden und Nordwesten, Criquetot-l’Esneval im Norden, Vergetot im Osten und Nordosten, Angerville-l’Orcher im Süden und Südosten, Manéglise im Süden, Rolleville im Südwesten sowie Notre-Dame-du-Bec im Westen.

## Bevölkerungsentwicklung

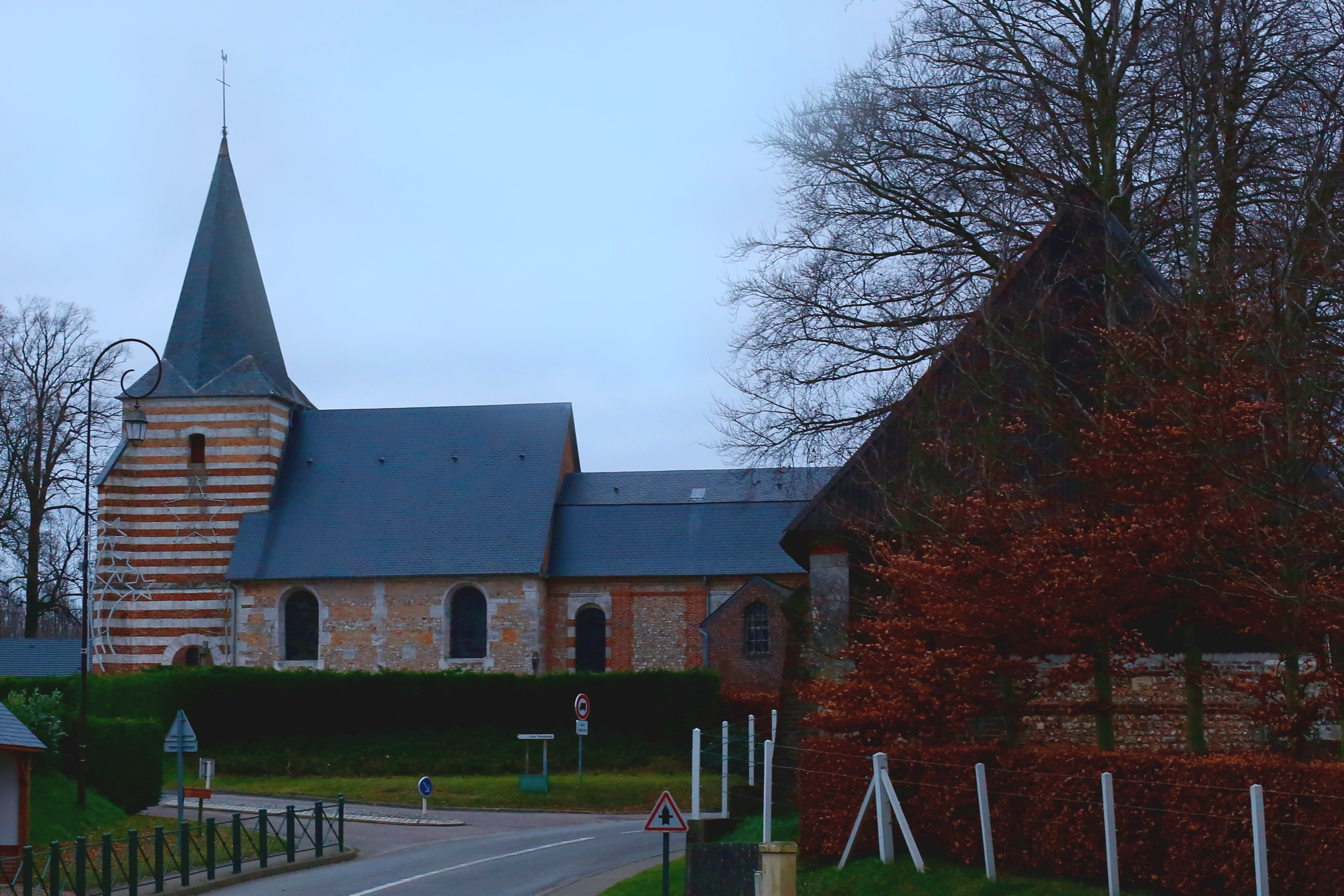
Kirche Saint-Pierre

| Jahr                       | 1962 | 1968 | 1975 | 1982 | 1990 | 1999 | 2006 | 2013 | 2020 |
| Einwohner                  | 146  | 126  | 239  | 342  | 357  | 372  | 351  | 369  | 354  |
| Quellen: Cassini und INSEE |      |      |      |      |      |      |      |      |      |

## Sehenswürdigkeiten
- Kirche Saint-Pierre
- Das Schloss Hermeville aus dem 17. Jahrhundert wurde im 20. Jahrhundert umgebaut und vergrößert für die Unterkunft eines Ferienlagers.